# Johnny Gill
Johnny Gill, né le 22 mai 1966 à Washington DC (États-Unis), est un chanteur d'RnB & soul américaine. Il fait ou a fait partie des groupes New Edition, LSG et plus récemment, Heads of State.

## Biographie
Johnny Gill est le cadet des enfants de  Johnny Gill, un pasteur baptiste et de Annie Mae Gill.
En 1983 sort son premier album sur Atlantic,avec les singles Super Love, When Something Is Wrong With My Baby.
Découvert par Narada Michael Walden, Johnny Gill paraît sous le label Perfection Light Productions, et figure sur un album « à deux têtes », en 1984, aux côtés de Stacy Lattisaw, — autre petite protégée de Narada, découverte et lancée sur un premier album Sixteen — : Perfect Combination, avec une série de superbes duos qui révèleront sa puissance vocale.
En 1987, il remplace très honorablement Bobby Brown dans le groupe New Edition.
En 1997 Johnny Gill forme le groupe LSG, avec Gerald Levert et Keith Sweat, qui sortira My Body.
En 2004, le morceau Rub You The Right Way apparaît dans la musique du jeu vidéo Grand Theft Auto: San Andreas.
Depuis 2008, il fait partie du groupe Heads of State avec Ralph Tresvant et Bobby Brown.

## Discographie

### Albums
- 1983 : Johnny Gill, (Atlantic)
- 1984 : (avec Stacy Lattisaw): Perfect Combination, (Atlantic)
- 1985 : Chemistry, (Atlantic)
- 1990 : Johnny Gill, (Motown)
- 1993 : Provocative, (Motown)
- 1996 : Let's Get the Mood Right, (Motown)
- 1997 : Favorites, (Motown)
- 2002 : Ultimate Collection, (Hip-O)
- 2003 : The Millennium Collection: The Best Of Johnny Gill, (Motown)
- 2005 : Love Songs, (Motown)
- 2011 : Still Winning, (Notifi/Fontana)
- 2014 : Game Changer, (J Skillz Records)

### Singles
| Année | Chanson                                          | Billboard Hot 100 | R&B singles chart | UK singles chart | Album                                    |
| ----- | ------------------------------------------------ | ----------------- | ----------------- | ---------------- | ---------------------------------------- |
| 1983  | "Super Love"                                     | -                 | 29                | -                | Johnny Gill [1983]                       |
| 1983  | "When Something Is Wrong With My Baby"           | -                 | 57                | -                | Johnny Gill [1983]                       |
| 1984  | "Perfect Combination" (with Stacy Lattisaw)      | 75                | 10                | -                | Perfect Combination                      |
| 1985  | "Half Crazy"                                     | -                 | 26                | -                | Chemistry                                |
| 1985  | "Can't Wait 'Til Tomorrow"                       | -                 | 49                | -                | Chemistry                                |
| 1989  | "Where Do We Go From Here" (with Stacy Lattisaw) | -                 | 1                 | -                | What You Need                            |
| 1990  | "Rub You the Right Way" Gold                     | 3                 | 1                 | 77               | Johnny Gill [1990]                       |
| 1990  | "My, My, My"                                     | 10                | 1                 | 89               | Johnny Gill [1990]                       |
| 1990  | "Fairweather Friend"                             | 28                | 2                 | -                | Johnny Gill [1990]                       |
| 1991  | "Wrap My Body Tight"                             | 84                | 1                 | 57               | Johnny Gill [1990]                       |
| 1991  | "I'm Still Waiting"                              | -                 | 27                | -                | From the New Jack City Soundtrack [1991] |
| 1992  | "Slow and Sexy" (with Shabba Ranks)              | 33                | 4                 | 17               | -                                        |
| 1993  | "The Floor"                                      | 56                | 11                | 53               | Provocative                              |
| 1993  | "I Got You"                                      | -                 | 35                | -                | Provocative                              |
| 1993  | "Long Way From Home"                             | -                 | 42                | -                | Provocative                              |
| 1994  | "A Cute Sweet Love Addiction"                    | -                 | -                 | 46               | Provocative                              |
| 1994  | "Quiet Time To Play"                             | -                 | 25                | -                | Provocative                              |
| 1996  | "Let's Get The Mood Right"                       | 53                | 17                | -                | Let's Get The Mood Right                 |
| 1997  | "It's Your Body"                                 | 43                | 19                | -                | Let's Get The Mood Right                 |
| 1997  | "Love In An Elevator"                            | -                 | 59                | -                | Let's Get The Mood Right                 |

Note : source wikipédia anglais

## Productions & Featuring
- Stacy Lattisaw
- New Edition
- Bell Biv DeVoe
- Heavy D & the Boyz -"Peaceful Journey"
- Janet Jackson -"Rhythm Nation 1814 "
- Tevin Campbell -"Best of Tevin Campbell"
- George Howard -"Reflections"
- Gladys Knight -"Just for You"
- Eddie Murphy -"So Happy"
- Sixth Man -"Unconditional Love"
- LSG (groupe)
- New Jack City (OST) -" I'm Still Waiting"
- Mo' Money (OST)
- Boomerang (OST) -"There U Go"
- Booty Jams (Various Artists) - "Rub You the Right Way"
- Grand Theft Auto: San Andreas
- Narada Michael Walden (Perfection Light Productions)

## Producteurs
Freddie Perren, Ric Jr. Wyatt, Elliot Wolff, Bill Neale, Dennis Matkosky, Linda Creed, Babyface, Nat Adderley, Jheryl Busby, Jimmy Jam & Terry Lewis, Randy Ran, L.A. Reid, Johnny Gill, Daryl Simmons, Big Bub, R. Kelly, Keith Andes, Al B. Sure!, Jermaine Dupri, Tony Rich, Charles Farrar, Troy Taylor, Edward "DJ Eddie F" Ferrell, LeMel Humes, Nathan Morris, Wanya Morris, Neron Thomas, Joseph Powell, Kairi Guinn Styles, Manuel Seal, Jr., Kyle West, Mike "Fresh" McCray, Wayne Styles, Kayo, Lisa Smith Craig, Tom Jefferson, Andre Harrell, Steve McKeever, Shawn Stockman, Narada (Michael Walden), Chuck Harmony, Antonio Dixon, Vidal Davis, Ralph Stacy, Wirlie Morris, Andre Brissett et Gregg Pagani.[réf. nécessaire]